# 雷塔河
52°05′05″N 23°54′39″E / 52.0848°N 23.9107°E
雷塔河是白俄羅斯的河流，位於該國西南部，流經馬拉雷茨基區和布雷斯茨基區，屬於穆哈韋茨河的左支流，河道全長62公里，流域面積1,730平方公里。